# Luisa Diogo
Luisa Dias Diogo (Magoé, 11 de abril de 1958) es una economista y política mozambiqueña, primera ministra desde el 2004 hasta 2010.

## Biografía
Es la primera ministra de Mozambique desde febrero de 2004. Sustituyó en el cargo a Pascoal Mocumbi después de un prolongado mandato de nueve años. Antes de ser nombrada primera ministra ocupó el cargo de ministra de Economía, puesto que continuó desempeñando hasta febrero de 2005. Fue la primera mujer en ocupar el cargo de primera ministra de Mozambique.
Pertenece al FRELIMO, partido que ha gobernado el país desde la independencia. Estudió en la Universidad Eduardo Mondlane de Maputo y obtuvo, en 1992, una maestría en economía financiera en la Universidad de Londres. En 1980, comenzó a trabajar para el Ministerio de Economía de Mozambique, llegando a ser Directora nacional del presupuesto en 1989. Trabajó asimismo para el Banco Mundial en sus oficinas de Maputo, antes de ser nombrada, en 1994, viceministra de finanzas. 
En septiembre de 2005 fue la oradora internacional invitada en la Conferencia del Partido Laborista inglés.